# RS-162
La RS-162 est une route locale du Nord-Ouest de l'État du Rio Grande do Sul reliant la BR-392, dans la municipalité de Guarani das Missões, à l'embranchement des RS-307 et 344, sur le territoire de la commune de Santa Rosa. Elle dessert Guarani das Missões, Senador Salgado Filho et Santa Rosa, et est longue de 35,130 km.